# Dunaïvci
Dunaïvci (in ucraino Дунаївці?; in russo Дунаевцы?, Dunaevcy) è una città  dell'Ucraina (15 707 abitanti) situata nel distretto di Kam"janec'-Podil's'kyj, nell'oblast' di Chmel'nyc'kyj. Ospita l'amministrazione della comunità territoriale di Dunaïvci, una delle comunità territoriali dell'Ucraina.
Fino al 18 luglio 2020 Dunaïvci è stata il centro amministrativo del distretto di Dunaïvci, abolito come parte della riforma amministrativa dell'Ucraina, che ha ridotto a tre il numero dei distretti dell'oblast' di Chmel'nyc'kyj. L'area del distretto di Dunaïvci è stata fusa nel distretto di Kam"janec'-Podil's'kyj.
Dunaïvci è attraversata dal fiume Ternava.